# Friedrich Paffrath
Friedrich Paffrath (* 9. September 1896 in Remscheid; † 26. April 1955 in Wilhelmshaven) war ein deutscher Politiker und kurz nach dem Zweiten Weltkrieg kommissarischer Oberbürgermeister von Wilhelmshaven.

## Karriere
Paffrath studierte Rechts- und Staatswissenschaften an den Universitäten Marburg und Köln. Dort erwarb er 1921 das Diplom für Kommunalbeamte wurde im nächsten Jahr mit der Arbeit Die Politik des Soziallohnes zum Dr. rer. pol. promoviert. Anschließend arbeitete er zunächst in seiner Heimatstadt Remscheid als Kommunalangestellter und wurde 1922 zum Stadtsyndikus in Saalfeld ernannt. 1925 folgte die Berufung zum Ersten Bürgermeister von Schmölln.
Am 8. April 1929 wurde er als Nachfolger Paul Hugs zum Oberbürgermeister der Stadt Rüstringen gewählt und am 6. Mai 1929 in sein Amt eingeführt. Nach der Machtergreifung der Nationalsozialisten 1933 wurde Paffrath aus dem Amt gedrängt und hielt sich mühsam als Handels- und Industrievertreter in Kiel über Wasser. Ab 1943 leistete er in einer Dienststelle der Kriegsmarine in Blankenburg im Harz Kriegsdienst. Nach dem Zusammenbruch des NS-Regimes war Paffrath kurze Zeit Bürgermeister in Blankenburg, wurde aber schon wenige Wochen später zum kommissarischen Oberbürgermeister der Stadt Wilhelmshaven ernannt. Am 1. Oktober 1945 wechselte er als Oberstadtdirektor in das Amt des hauptamtlichen, obersten Verwaltungsbeamten der Stadt. Paffraths Nachfolger im Amt des Oberbürgermeisters war Reinhard Nieter.
Paffraths Hauptaufgaben lagen in der stark kriegszerstörten Stadt vor allem im Wiederaufbau von Wohnungen, Schulen und Straßen sowie in der Ansiedlung neuer Industrien, die der Stadt eine neue Lebensgrundlage abseits von ihrer Funktion als Kriegshafen und von der Marinewerft schufen.
Neben seiner Tätigkeit als Oberstadtdirektor war Paffrath außerdem Vorstandsmitglied des Niedersächsischen Städtetages und des Landesfürsorgeverbandes Oldenburg.
In Wilhelmshaven existiert in Anerkennung seiner Verdienste die Friedrich-Paffrath-Straße.

## Schriften
- Die Politik des Soziallohnes. Dissertationsschrift. Köln. 1922.
- Wilhelmshaven 1945–1952. Ein Bericht über den Wiederaufbau unserer kommunalen Verwaltung und des Wirtschaftslebens unserer Stadt. Wilhelmshaven. 1952.